# La Roque-Gageac
La Roque-Gageac (en occitano La Ròca de Gajac) es una localidad francesa situada en la región de Aquitania, en el departamento de Dordoña. Ubicado al pie de un acantilado, a orillas del río Dordoña, goza de un clima muy similar al mediterráneo.

## Historia
La Roque-Gageac es tan antiguo como misterioso. Este poblado situado a los pies de un acantilado ha estado ocupado por seres humanos desde la prehistoria. De la época galo-romana, quedan los vestigios de una antigua vía y el emplazamiento de una villa, así como un pozo romano en un estado impecable. La ocupación que se conoce del lugar es, sin embargo, menos distante, ya que sucede alrededor del año 849 con la llegada de los normandos al Périgord. Época de invasiones, vikingos, con sus drakkars navegando por el Dordoña, todavía quedan los antiguos fuertes construidos en el acantilado por los habitantes del poblado para protegerse de estos últimos. Otros vestigios de esta época son los recintos con casas fortificadas, que hicieron de Roque-Gageac una verdadera fortaleza. Este asentamiento realmente fortificado resistió las hostilidades entre franceses e ingleses. Solamente las puertas permitían el acceso al pueblo.

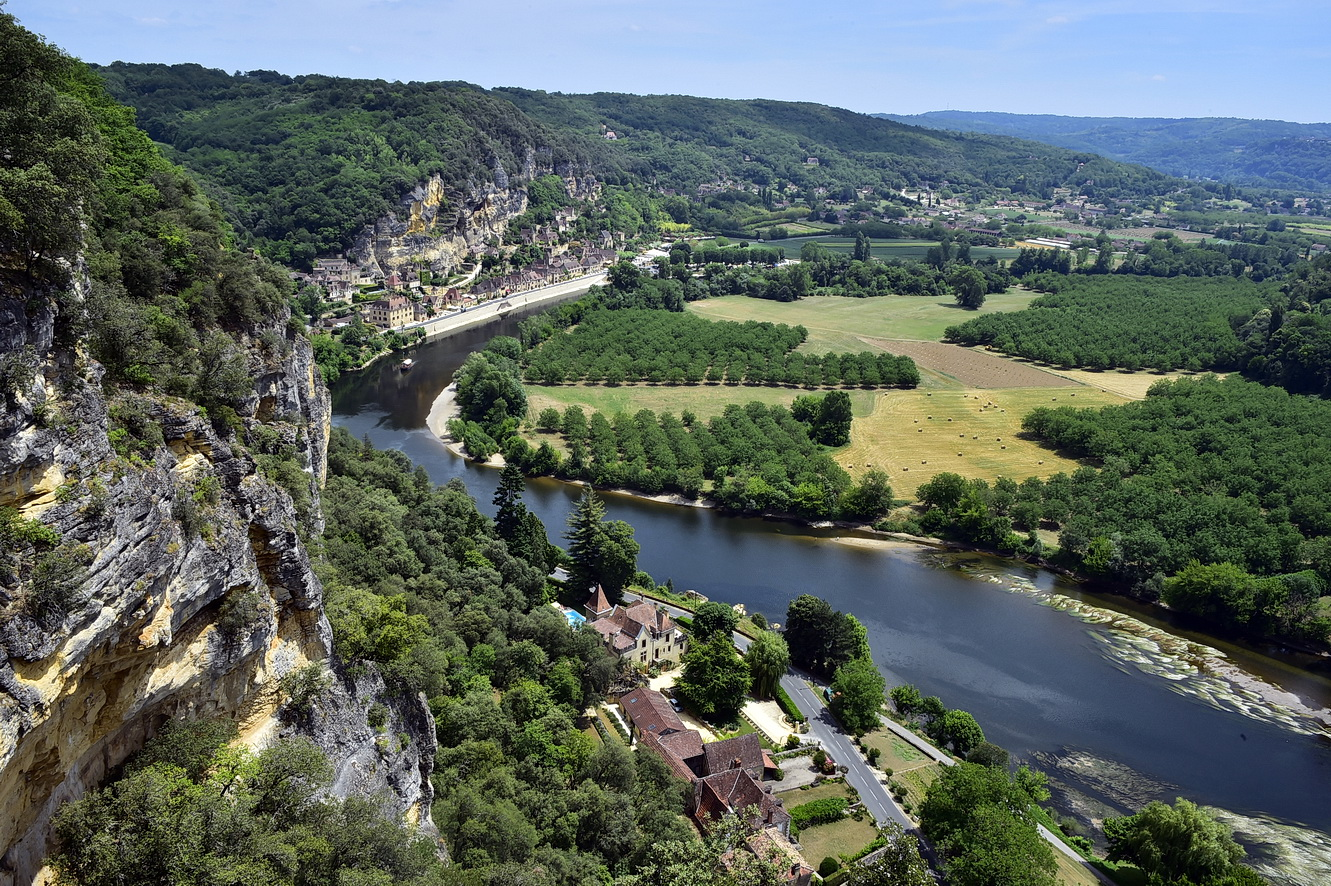
La Roque-Gageac y el valle del Dordoña

Durante la Edad Media, La Roque-Gageac tenía aproximadamente 1.500 habitantes. En aquella época, la región de Dordoña vivía de los pescadores y trabajadores del puerto.
La Roque-Gageac estuvo, durante mucho tiempo, regida por el abad, el que sería después obispo de Sarlat. La iglesia parroquial se encontraba en San Donato (a 1,5 km), mientras que hasta el siglo XIV el pueblo solamente poseía una capilla sencilla. Es en aquel preciso instante cuando el pueblo ampara la residencia secundaria del obispo de Sarlat, para asegurarse su propia seguridad. Esto hizo que nobles y burgueses vinieran a establecerse en la ciudad episcopal, atrayendo a los ricos, letrados, eruditos, y sabios. La Guerra de los Cien Años interrumpió esta paz en la ciudad, pero en el Renacimiento volvió a la calma. En aquellos tiempos, la ciudad se embelleció de almenas en lo alto de las torres y murallas, de tejados en forma puntiaguda, y de ventanas del estilo de la época.
De esta época quedan las ruinas del antiguo castillo señorial de los obispos, los fuertes trogloditas, las murallas de la antigua fortaleza, reforzados en el año 1662 antes de ser derribados al inicio del siglo XVIII, y las casas fortificadas de los nobles, donde destaca el caserío de la familia Tarde, dominando siempre el corazón del poblado.
Jean Tarde, uno de los iconos más importantes de la región, nació en La Roque-Gageac, sobre el año 1561, y sus "Crónicas" son la base de la historia medieval del pueblo. Fue un prestigioso astrónomo, filósofo, matemático, arqueólogo, teólogo e historiador, fue defensor del dogma, y el vicario general del obispo de Sarlat.
En un viaje a Roma, trasladó su telescopio, el cual se lo había entregado Galileo. Este regalo le permitió apoyar las teorías de Copérnico, demostrando que los astros giran alrededor del sol y sobre ellos mismos. Sin embargo, estas teorías fueron rechazadas totalmente por la iglesia y se vio obligado a retractar estas ideas delante del tribunal de la inquisición. Jean de Tarde murió en 1636 y su final marcó el declive de La Roque-Gageac.

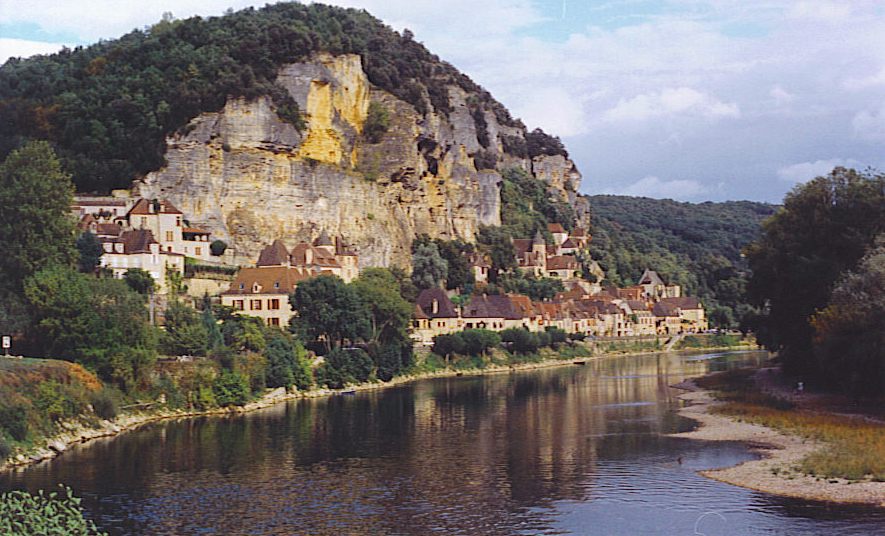
La Roque-Gageac.

Cuando Geoffroy de Vivans, famoso capitán Hugonote y señor de Doissac, se trasladó a La Roque-Gageac en el año 1589, el castillo del obispo y las casas de los nobles comenzaban ya a deteriorarse, y muchas estaban ya abandonadas. Entonces, el pueblo fue vendido por el obispo a un señor de Salignac. Durante la Fronda, a pesar del estado bastante deteriorado del recinto, los habitantes resistieron a los ataques de Marsin, un teniente del príncipe de Condé. En la época de Luis XIV, la legislación de 1669 sobre los derechos de la pesca dio el río al rey y privilegió la navegación, aplicando una ley que señalaba que todas las barcas que navegaran por los ríos tenían que pagar un tributo, y que todos los barcos mercantes debían pagar según las mercancías que transportaban, todo esto en detrimento de los pescadores. Después de la revolución, las leyes se intensificaron e hicieron de La Roque-Gageac un puerto muy importante. Pasó a ser un centro comercial, pero, a pesar de todo, continuaba siendo un pueblo de pescadores.
Después de la Segunda Guerra Mundial, La Roque-Gageac se renovó antes de conocer la catástrofe de enero de 1957: un bloque de 5000 m³ de roca se separó y cayó al pueblo, destruyendo una decena de casas, matando a 3 personas y cortando la carretera durante varios años. La disolución de la calcita fue la que provocó el desprendimiento de la roca. La Roque-Gageac se tuvo que reconstruir con un nuevo aspecto, pero sin traicionar a sus peculiaridades, esto le permitió adjudicarse el título de "Los pueblos más bonitos de Francia" hace algunos años atrás, y logró obtener la tercera posición, solamente superado por Monte Saint-Michel y Rocamadour. Cerca de la iglesia se encuentra un jardín tropical, cultivado por un científico, director de medio ambiente de la OCDE, reagrupando doce variedades de palmeras, de adelfas, cactus, naranjos, limoneros, etc. René Deushère es, a día de hoy, el propietario del acantilado.

## Demografía
| 690 | 474 | 606 | 661 | 768 | 741 | 750 | 807 | 757 | 712 | 705 | 667 | 696 | 651 | 643 | 643 | 577 | 568 | 505 | 518 | 438 | 439 | 415 | 408 | 421 | 446 | 406 | 357 | 373 | 404 | 447 | 449 | 412 |
| Para los censos de 1962 a 1999 la población legal corresponde a la población sin duplicidades (Fuente: INSEE [Consultar]) |     |     |     |     |     |     |     |     |     |     |     |     |     |     |     |     |     |     |     |     |     |     |     |     |     |     |     |     |     |     |     |     |